# Dorcadion tenuelineatum
Dorcadion tenuelineatum es una especie de escarabajo longicornio de la subfamilia Lamiinae. Fue descrita científicamente por Jakovlev en 1895.
Se distribuye por Kazajistán. Mide 16,5-19,9 milímetros de longitud. El período de vuelo ocurre en los meses de abril y mayo.